# Энженьейру-Наварру
Энженьейру-Наварру (порт. Engenheiro Navarro) — муниципалитет в Бразилии, входит в штат Минас-Жерайс. Составная часть мезорегиона Север штата Минас-Жерайс. Входит в экономико-статистический микрорегион Бокаюва. Население составляет 6729 человек на 2006 год. Занимает площадь 631,974 км². Плотность населения — 10,6 чел./км².

## Статистика
- Валовой внутренний продукт на 2003 год составляет 18 583 052 реалов (данные: Бразильский институт географии и статистики).
- Валовой внутренний продукт на душу населения на 2003 год составляет 2695,93 реалов (данные: Бразильский институт географии и статистики).
- Индекс развития человеческого потенциала на 2000 год составляет 0,686 (данные: Программа развития ООН).